# Frans Donkers

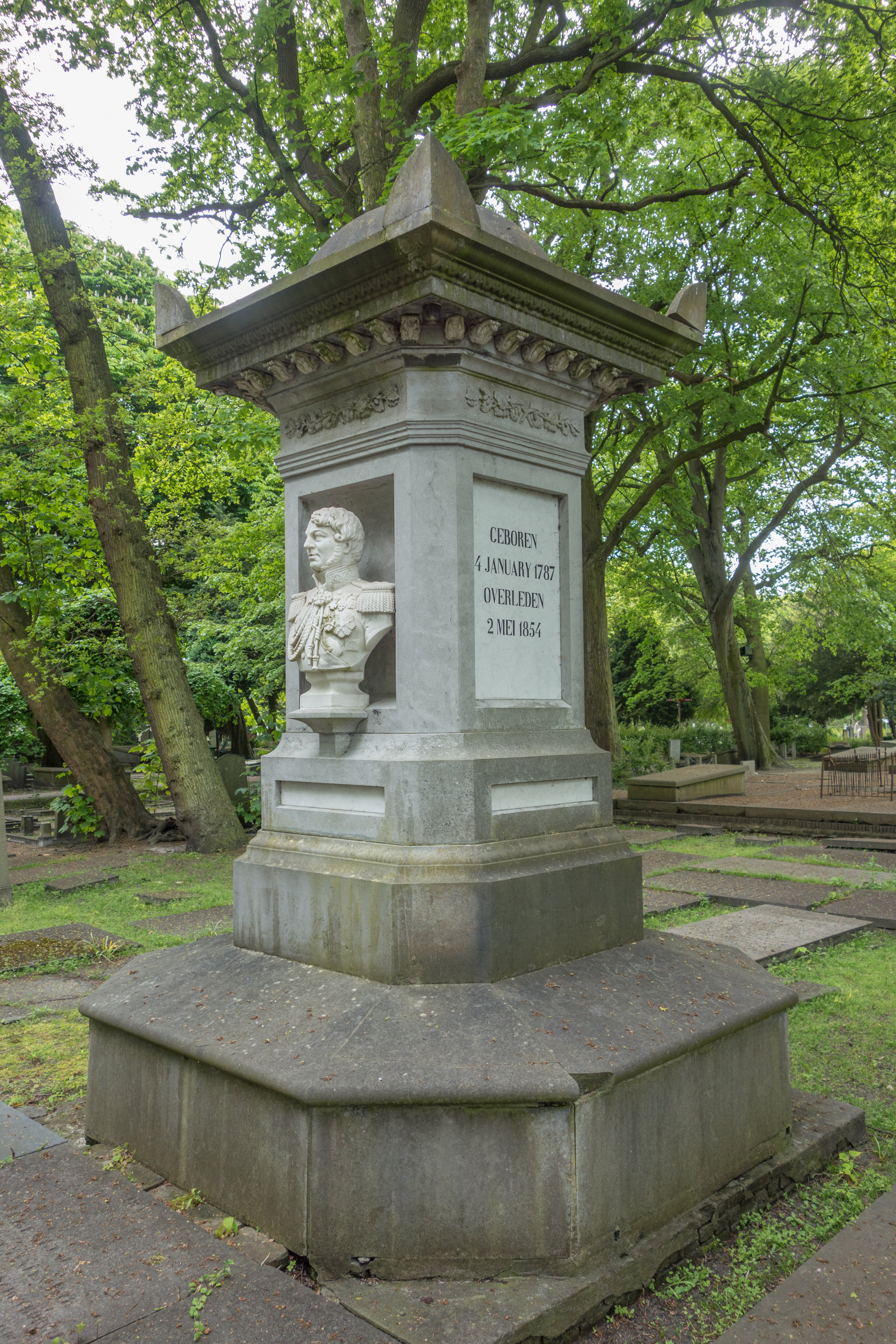
Grafmonument J.C. Rijk

Franciscus Johannes Regnerus Donkers (Helmond, 3 februari 1821 – Venlo, 17 augustus 1877) was een Nederlands beeldhouwer, tekenaar en architect.

## Leven en werk
Frans Donkers werd geboren in Helmond als zoon van dr. Regnerus Henricus (Rein) Donkers (1788-1830) en Anna Henrietta Leopoldina Catharina Swalbach (1794-1862).  Zijn vader was doctor in de genees-, heel- en verloskunde. Rond 1826-1827 verhuisde het gezin naar Den Bosch, waar vader zijn dokterspraktijk voortzette. Donkers werd opgeleid aan de Koninklijke School voor Kunst, Techniek en Ambacht. Toen koning Willem II in 1840 incognito 's-Hertogenbosch aandeed, kreeg hij tijdens een bezoek aan de weduwe Donkers-Swalbach een houten maquette aangeboden die Frans had gemaakt van de Sint-Janskathedraal. Het werd het overlijden van de koning gekocht door baron Andreas van den Bogaerde van Terbrugge, oud-gouverneur van Noord-Brabant, en geplaatst op diens kasteel Heeswijk. Het werk is later opgenomen in de collectie van Het Noordbrabants Museum. Als dank voor de maquette kreeg Donkers een koninklijke beurs, die hem in staat stelde om te studeren aan de Koninklijke Academie voor Schone Kunsten van Antwerpen. In Antwerpen maakte hij een beeld van een geknielde Maria Magdalena, naar een origineel van Antonio Canova, dat hij in 1845 aan zijn oude Bossche school aanbood. Een jaar later ontving hij tijdens een vergadering van burgemeester en wethouders de gouden medaille van verdienste van de school. Hij nam deel aan een aantal tentoonstellingen van Levende Meesters in Den Haag en Amsterdam.
In 1848 stichtte hij samen met zijn broer Henri (1827-1891) een beeldhouwatelier. Een jaar later werd hij docent aan de Koninklijke School, maar stapte al na drie avonden op na een conflict met de directeur over zijn onderwijsmethode. Door het Provinciaal Genootschap van Kunsten en Wetenschappen in Noord-Brabant werd in 1853 een drietal prijsvragen uitgeschreven, waaronder een voor de restauratie van het exterieur van de St. Janskathedraal. De gebroeders Donkers leverden een plan in, dat in 1858 werd bekroond met een zilveren medaille. Met het plan werd niets gedaan, ondanks dat zij in een aanvulling tegemoet kwamen aan bezwaren van de jury. Beiden broers keerden na dit debacle de kunsten de rug toe. Henri werd directeur van de gasfabriek in Helmond, Frans werd opzichter 1e klas bij de Staatsspoorwegen op de spoorlijn Venlo-Helmond en zou dat tot zijn overlijden blijven doen. 
Frans Donkers trouwde in 1859 met Quirina Kolverschoten (1833-1899), uit dit huwelijk werden zes kinderen geboren. In 1862 was Donkers actief als architect voor de gemeente Helmond. Hij overleed in 1877, op 56-jarige leeftijd.

## Enkele werken
- 1840: maquette van de Sint-Janskathedraal, collectie Noordbrabants Museum.
- 1851: Nederland sterk door Oranje, een allegorische groep, geschonken aan koning Willem III.
- 1851: beelden van Johannes de Doper en Augustinus aan weerszijden van de communiebank in de Heikese kerk in Tilburg.
- 1853: standbeeld van Karel van Brimeu in Megen.
- 1854: beeld van de schilder Theodoor van Thulden in het stadhuis van 's-Hertogenbosch.
- 1855: grafmonument met marmeren buste van vice-admiraal J.C. Rijk op Oud Eik en Duinen in Den Haag.
- 1856: buste van Willem Bilderdijk. Het beeld werd getoond tijdens het Bilderdijkfeest ter herinnering aan Bilderdijks 100e geboortejaar en later bij Arti et Amicitiae in Amsterdam.[8]

## Galerij

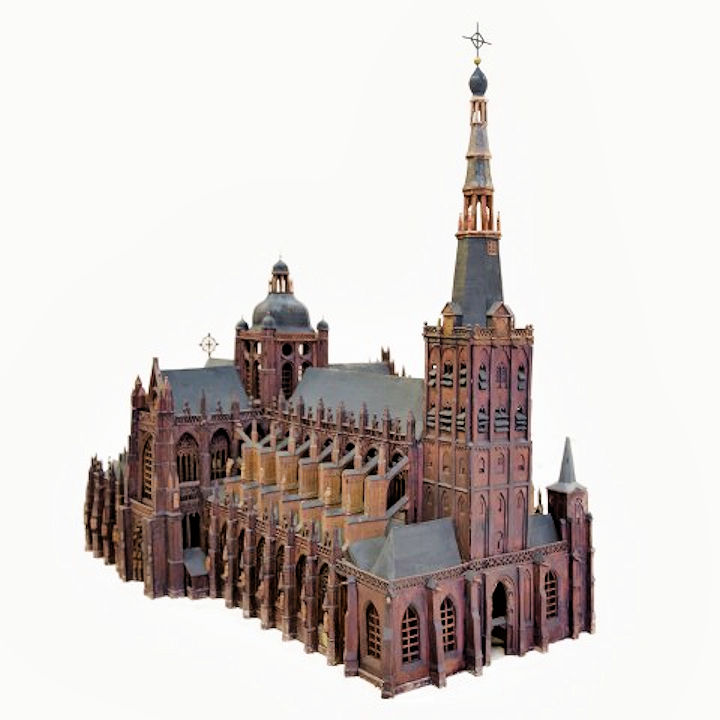
Maquette van de Sint-Janskathedraal
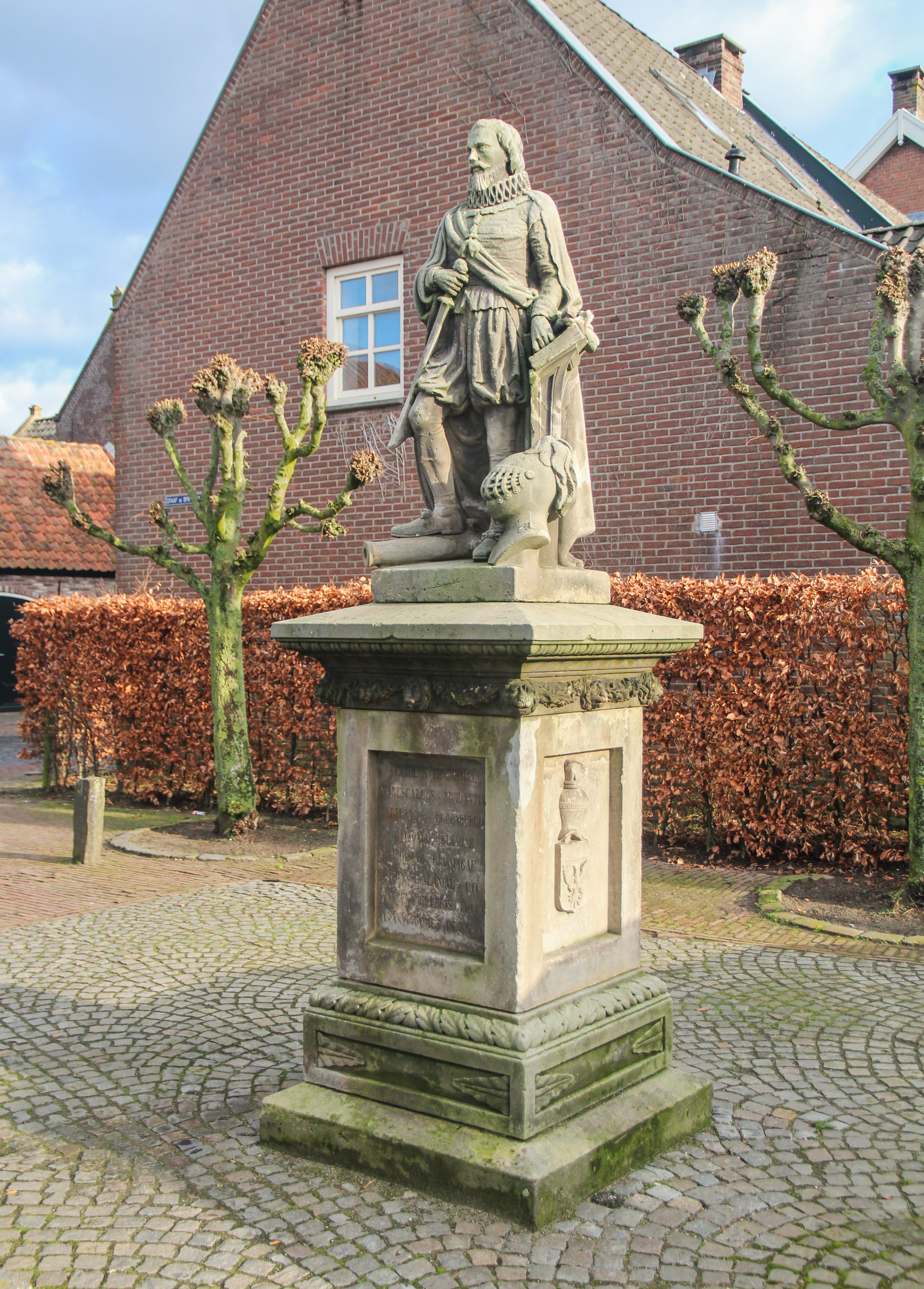
Standbeeld van Karel van Brimeu

- Biografisch Portaal: 61755837
- Digitale Bibliotheek voor de Nederlandse Letteren: donk017
- RKD-Nederlands Instituut voor Kunstgeschiedenis: 23751